# Belgisch 3×3-basketbalteam (vrouwen)
Het Belgisch nationaal 3×3-basketbalteam, ook bekend als de Belgian 3×3 Cats, is een team van 3×3-basketballers dat België vertegenwoordigt in internationale wedstrijden.

## Wereldkampioenschap
| Jaar   | Plaats              | WG                  | W                   | V                   | PV                  | PT                  | Speelsters                              |
| ------ | ------------------- | ------------------- | ------------------- | ------------------- | ------------------- | ------------------- | --------------------------------------- |
| 2012   | Niet gekwalificeerd | Niet gekwalificeerd | Niet gekwalificeerd | Niet gekwalificeerd | Niet gekwalificeerd | Niet gekwalificeerd |                                         |
| 2014   | 3                   | 9                   | 8                   | 1                   | 156                 |                     | Ben Abdelkader, Leemans, Medjo, Wauters |
| 2016   | Niet gekwalificeerd | Niet gekwalificeerd | Niet gekwalificeerd | Niet gekwalificeerd | Niet gekwalificeerd | Niet gekwalificeerd |                                         |
| 2017   | Niet gekwalificeerd | Niet gekwalificeerd | Niet gekwalificeerd | Niet gekwalificeerd | Niet gekwalificeerd | Niet gekwalificeerd |                                         |
| 2018   | Niet gekwalificeerd | Niet gekwalificeerd | Niet gekwalificeerd | Niet gekwalificeerd | Niet gekwalificeerd | Niet gekwalificeerd |                                         |
| 2019   | Niet gekwalificeerd | Niet gekwalificeerd | Niet gekwalificeerd | Niet gekwalificeerd | Niet gekwalificeerd | Niet gekwalificeerd |                                         |
| 2022   | 8                   | 6                   | 4                   | 2                   | 71                  |                     | Joris, Massey, Resimont, Vanloo         |
| Totaal | 2/7                 | 15                  | 12                  | 3                   | 227                 | 0                   |                                         |

## Laatste selectie
Dit was de selectie voor het Wereldkampioenschap 2022.
| Naam           | Geboortedatum | Wereldranking |
| -------------- | ------------- | ------------- |
| Julie Vanloo   | 10-02-1993    | /             |
| Laure Resimont | 29-01-1998    | /             |
| Becky Massey   | 21-03-2000    | /             |
| Ine Joris      | 25-07-2001    | /             |
| Reserve        |               |               |
| Elise Ramette  | 03-11-1998    | /             |